# Vasile Grosu
Vasile Grosu este un general din Republica Moldova.
A deținut funcția de șef al Direcției artilerie a Forțelor Armate ale Republicii Moldova.
La 2 septembrie 1994, colonelul Vasile Grosu a fost avansat de către președintele Mircea Snegur la gradul militar de general de brigadă.